# 柏林腓特烈大街车站
柏林腓特烈大街站（德語：Bahnhof Berlin Friedrichstraße）是德国铁路的一座車站，设于德国首都柏林的米特区内、介于腓特烈大街与施普雷河之间，為德國鐵路車站分級中的81座二等车站之一。本站不僅是柏林城市铁路（東西高架幹線）和南北鐵路隧道唯一的交會點，柏林-勃兰登堡交通集团營運的区域列车、快铁（S-Bahn）和柏林运输公司经营的地铁（U-Bahn）亦在此設站。由于車站所处的位置邻近市中心的菩提树下大街、勃兰登堡门和德国国会大厦等著名景点，又可换乘公共汽车及有轨电车等市内交通工具，而使其成为一个人潮眾多的繁忙交通樞紐。
腓特烈大街車站興建於1878年，第一次世界大戰後為了因應旅次增加的需求而實施過數次擴建，第二次世界大戰時則由於站體受損，而在戰後進行翻修。冷戰及兩德分裂時期，本站雖然完全處在东德境內，但仍有西柏林的快鐵、地鐵和長途鐵道路線行經，因此成為一處主要的跨境關口，同時也是西柏林地鐵系統中唯一座落於東柏林的車站（雖然有其他車站但只過站不開放[註1]），轉乘地位特殊。兩德統一之後，腓特烈大街車站的利用人次也隨著列車服務增加而快速成長，2006年時，本站的日均区域鐵路旅客進出量冠绝全柏林，其次是动物园车站及亚历山大广场车站。
腓特烈大街車站在地上共设有3座站台，从南往北依次編为A、B、C站台。这些站台建在城铁的高架桥上，并由兩座月台棚頂所覆盖，较大的南側棚頂下為德鐵列车的A和B月台，较小的北側棚頂下則為快铁列车的C月台。D站台則位於車站西北側、與河岸平行的地下站體內，主要供南北隧道上運行的快铁列车停靠，而柏林运输公司经营的地鐵U6线也在車站東側的腓特烈大街地下設站。

## 历史

### 初期

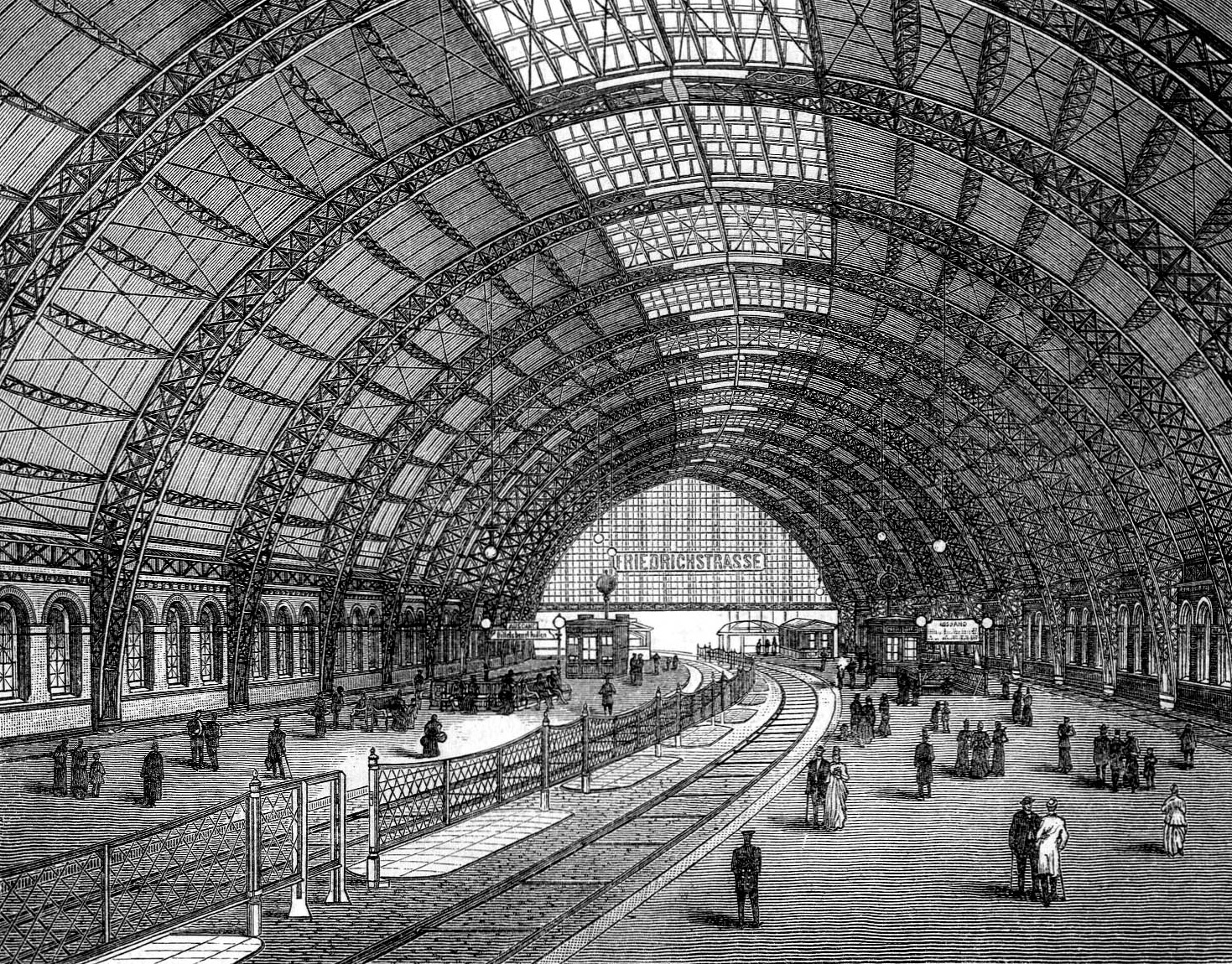
第一代站體內部景觀，1894年

腓特烈大街車站是在1878年時根据建筑师约翰内斯·福尔默的规划，而於腓特烈大街及施普雷河之间的地块興建，以作為柏林城市铁路的中途停靠站。福爾默同时也接受委托，負責設計本站邻近的哈克市场车站。如同工程师恩斯特·迪尔克森所设计的其它高架桥线路一样，腓特烈大街车站的站台設置在砖石砌成的拱桥之上，乘客可以通过月台阶梯進入下方的车站大廳。該層樓设有两个通行方向不同的月台和一个巨型的桶状月台棚頂，其中后者的拱形顶棚橫越過各种不同跨度的桁架之上。車站主入口设于北侧，而敞篷四轮马车接客站则设于南侧的三角形前院。
1882年2月7日，市郊列车（后更名为快铁列车）的路軌和月台投入运营，提供长途列车停靠的月台也在同年5月15日投入使用。本站在開業初期定名为“腓特烈大街中央车站”（Centralbahnhof Friedrichstraße），站內還替德國皇帝開了專屬的御用候車廳，廳旁附有華麗的木製階梯，然而兩者後來都在1926的車站改建工程時遭到焚毀。

### 改造及扩建

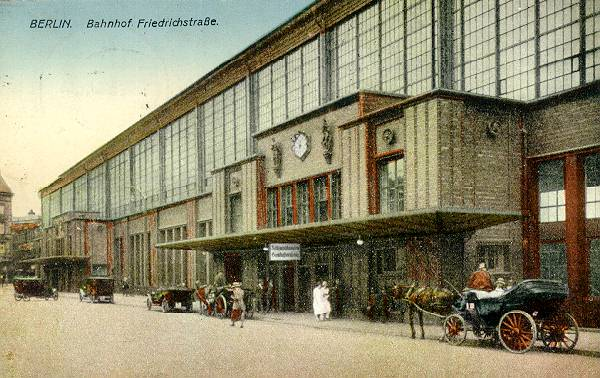
1926年時的腓特烈大街車站外觀。

由于腓特烈大街車站的铁路运输量在第一次世界大战前发展迅速，站內設施对于长途交通而言已显得不堪負荷，因此它自1914年起开始根据營運需求實施分段拆除，并展開擴建。该建筑结构進行了显著增强，北侧同時新添了一个微幅加高的城铁新站台，从而使原本的两个站台可以供長程列車停靠。采用钢桁架结构、侧面以玻璃组成的双拱站台大厅則于1919年開始施作至1925年時宣告完成。车站北侧的城铁高架桥下也增設了两座阶梯状的入口建筑，均設計成表现主义的建筑风格。北侧的外牆还覆盖有深色的玻璃硬砖，而边角则由圆润的导型砖构成。相比之下，整个南侧的外牆仅采用石灰粉刷。
柏林地铁同樣於1920年代時在此興建地鐵站：1923年1月30日，用于首条大型线路的地下站體宣告落成，即如今的地鐵U6线，位于腓特烈大街东侧的地下隧道中。1928年，市郊铁路转变为柏林城市快铁。1930年代初，腓特烈大街车站又再度展開擴建，準備在高架站體西北側的地下兴建一南北铁路隧道的新站。該條貫穿柏林的南北地下幹線於規劃初期，為了在中心與東西向的高架城鐵交會，而將腓特烈大街車站和莱尔特城铁车站（現址為柏林火車總站）列為兩個考量站點，最後由本站雀屏中選。施工期間，由於作業區域涵蓋到既有車站下方，而不得不將高架月台、軌道、大廳及與車站相連的跨河鐵橋一起截取出約30米的寬度，以騰出開挖空間。這座快鐵地下站为了迎接1936年柏林奥运会，而赶在1936年7月开通，使得列車可以由此一直行駛至西南邊的菩提树下大街车站。如此一來，腓特烈大街车站便躍升为柏林快铁网络中的南北、东西干线轉運中心。与此同时，東側的地铁站內也鋪設了黄色的墙面瓷砖，这是柏林地铁保有至今的特色。
腓特烈大街車站的重要性在1939年得到进一步提升，因为快铁列车已经可以通过延长的南北铁路隧道与柏林南部的市郊铁路相连。而在“水晶之夜”事件发生后，数以千计的犹太裔孩童开始作为儿童撤离计划的援助對象，经由该车站离开德国。1943年初，本站遭到了波兰抵抗组织的轰炸，共造成14人死亡及27人受伤。

### 戰時受損情形

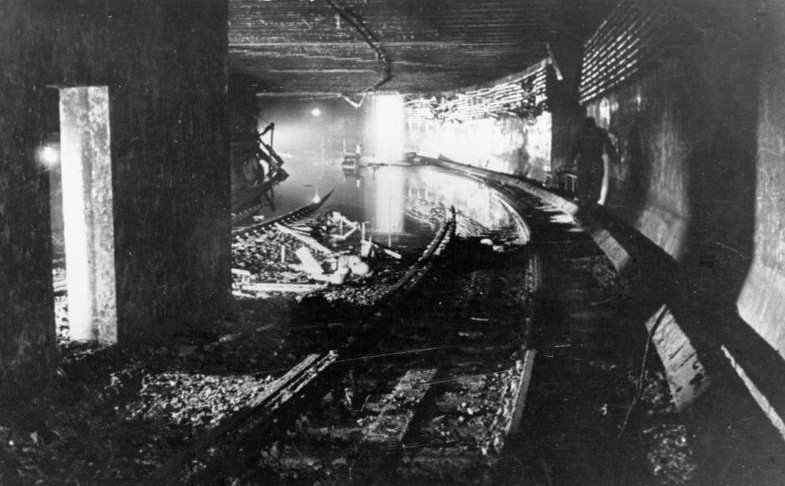
二戰期間遭洪水淹沒的腓特烈大街站隧道，攝於1946年，當時積水尚未排除

在第二次世界大战期间，腓特烈大街车站的损毁严重。由于电力短缺，车站的地铁和快铁列車服务分別於1945年4月23日和25日終止。1945年5月2日，在柏林投降当天，南北铁路隧道淹沒在洪水中：由于安哈尔特车站的南侧隧道顶棚毁於爆炸，使得护城运河的河水倒灌入南北铁路隧道，并迅速流向腓特烈大街车站以及柏林地铁、快铁系统的站體內。在当时共長63.3公里的地铁隧道路段中，有约19.8公里的路段都浸在超过100万立方米的水中。爆破者至今仍无法确定，有一种观点认为这是纳粹亲卫队根据希特勒所下达的尼禄法令而执行的任務。
除了5月2日的這場淹水之外，施普雷河的河水也因為另一起規模較小的爆炸，而洩進腓特烈大街車站的鐵路隧道中。爆破的可能成因有二，一為納粹德軍要炸毀橫越施普雷河上方、鄰近南北鐵路隧道過河段的埃伯特橋時所造成，另一個疑因則可能是蘇聯紅軍的工兵部隊在數個月後的戰爭末期入城當時，為了清除河道中堆積的斷橋殘骸、進行爆破時所導致。然而，因隧道淹水而罹難的人數卻無法查清，因為當時腓特烈大街的快鐵地下站已經為了因應戰爭的需求，而予以充當野戰醫院，站內的列車車廂則挪用來當作病房。如此一來，戰後從隧道中尋獲出的遺體便可能與淹水無關，而是早於隧道爆破之前、即已在院內逝世的德軍傷兵。
二戰結束時，腓特烈大街的地上站體嚴重毀損，地下站體也遭受水淹，車站運作處於中斷狀態，不過重建工事在1945年內就展開，開放地上站體停靠列車。5月及6月上旬時，負責營運地鐵的柏林運輸公司封了快鐵站和地鐵站之間的乘客通道，避免水勢漫延，但負責營運快鐵的德意志國鐵卻宣布其無法替隧道止水。6月4日，柏林運輸公司開始在地下站體進行排水，至7月12日時已經能使地鐵腓特烈大街站重新開業，但南北兩個方向的軌道尚不能相通，雙向的列車服務均要在本站中止，乘客必須透過島式月台換車才能繼續南下或北上。本站直到1945年12月5日時才恢復正常的雙軌營運模式。

### 冷戰時期
伴隨著同盟國軍事佔領德國和冷戰的開始，柏林劃分為東半部的蘇聯佔領區和西部的美、英、法佔領區，正處於兩者接壤地帶以東不遠的腓特烈大街車站開始扮演著東、西柏林市民之往來孔道的角色。當柏林圍牆於1961年8月設立後，東西柏林的交界嚴密地封閉起來，使得本站與另外的13座公路口岸、8座水路口岸一起成為整座城市的跨境關口，也和腓特烈大街南邊的查理檢查哨並列為柏林中心地帶的兩個主要過境點。在1970年代與1980年代中，每日的最高進站和出站人次分別可達3萬人和2萬人。
在柏林圍牆橫貫全城的局面下，完全位在牆東側的腓特烈大街車站作為邊境口岸，而安排作東、西柏林高架鐵道服務的終端站，兩者的列車不再能相互對開到彼此的軌道上，而得分別停靠在站內的不同區域中。一般東柏林居民無法由腓特烈大街站搭車前往西柏林，而西柏林來的乘客則只能透過本站的隔離區域，以不離站的方式在地鐵和快鐵之間換車，或是前往地面的通關大廳，若未申辦過境文件則不得出站，因為站外就是東德領土:p102。
本站的高架站體分為供西方乘客使用的A、B兩月台，和供東德乘客使用的C月台。C月台位於最北側，僅有前往東柏林和東德的列車服務；中間的B月台供西柏林的區域通勤列車停靠，往西可通到西柏林周邊的萬湖和施塔肯，也可轉乘地鐵U6線；A月台位於最南側，前往西德的長途列車、及前往巴黎、華沙等外國都市的國際列車均由此出發，因此通往月台的入口受到嚴格監視，搭車經過腓特烈大街站的跨國旅客也要在此接受東德官員進行護照檢查（Passkontrolle）:p32。
由於這三座高架月台均位於同一層樓，東德政府決定在C月台與B月台之間豎立起一道3公尺高的鋼鐵牆，用以隔開東德乘客和西柏林等地的外來旅客。在這樣的分離措施下，兩邊的乘客雖然看不到彼此、也無法互相接觸，但是卻可以完全聽到另一個站區內的聲音。1980年代，東德又加裝了隔音牆，使用了特殊的材質防止聲音傳遞:p103。
腓特烈大街車站周邊的軌道也有設置隔離措施。在高架車站外面，東德列車行駛的軌道和西柏林列車行駛的軌道是不得互通的，而行經A月台的長途列車軌道則受到管制。地鐵部分，由於U6線除了腓特烈大街站外，尚有數座車站在戰後劃入東柏林內，因此東德政府將柏林圍牆到腓特烈大街之間的地鐵站全部關閉，西柏林來的地鐵列車在經過時也跳站不停，直達腓特烈大街車站。東德政府不僅派兵防守這些車站，預防平民透過軌道逃亡，還拆除了這些車站在地面上的標誌、消弭其存在的跡象，使之成為「幽靈車站」，直到1990年以後才重見天日:p32。
月台和行車軌道以外的整座腓特烈大街站同樣由東德邊防軍分為兩大塊站區，彼此完全分離且無法互通，站內無論是地下和地面上都設有迷宮般的通道和路障，也部署了大量的邊防兵、東德便衣特工及保安人員，負責偵緝非法的人員偷渡或物資走私行為，東德國安部（史塔西）幹員也在車站內設有辦公室。獲准從本站入境東柏林或出境前往西柏林的乘客，必須通過這些錯綜複雜的走廊，忍受多項極不友善的邊防、海關和史塔西檢查程序，並穿過不設把手的大門才能通關。除了這些措施外，腓特烈大街車站還安裝了140台監視攝影器，確保站內的公共區域都能處於多個鏡頭的涵蓋之下。
車站的地面層為東柏林的入境之關，設施包括了三座護照檢查站、海關管制站和等候室，因為通關過程可能長達數個小時。除此之外，東德政府還在此設有審訊室、拘留間、過境註冊登錄處，以及簽證繳費櫃台和外幣兌換櫃台。車站北側和施普雷河之間則是一棟暱稱為「淚宮」、落成於1962年的玻璃鋼筋結構建築，為出境前往西柏林的關口，乘客必須先通過其內的護照及海關檢查，才能前往地下的快鐵和地鐵月台，搭車進入西柏林。在1990年兩德統一之前，每年通過淚宮的旅客數量約有800萬人:p79。由於該大廳僅供西柏林及西德公民、獲得簽證的東德公民、第三國公民及外交人員通關使用，因此建築前面成為人們分離的地點，經常上演揮淚告別的場景。
除了淚宮之外，腓特烈大街車站在冷戰時期的另一個景點則是東德國營的「國際商店」，設於地底下的D月台:p33，讓沒有要入境東德的西方旅客消費。這類商店開張後，取代了原先僅有販售酒類飲料和香菸的站內小賣車，供應的商品還包括了食品、書籍、玩具、禮品和珠寶等高檔貨。顧客可用西德馬克、美金和法郎等西方貨幣結帳，但不接受東德馬克。由於這種商店是免稅店，壓低了菸酒類商品的售價，因此吸引了西柏林市民搭地鐵到本站購物。然而，持有大量免稅商品在西德是違法行為:p33，因此西德海關刑事局對於此類情形也有所知悉，與腓特烈大街站相通的西柏林各站內偶爾會有海關人員盤查乘客購買的商品，西柏林警方也會登車執行臨檢:p33。

### 兩德統一至今
當柏林圍牆倒下、兩德統一之後，東西柏林之間和進出城的鐵道交通流量均大幅遽增，而此前的東柏林政府也都長期疏於修繕東德市民利用的站區。為了使車站恢復機能，不僅要對老朽的設施進行維護和補修工程，還得改造站內動線，因此原本的隔牆和屏障均予以拆除。
至1990年7月時，原先由東德列車專用的C月台已重新連通了向西的連絡軌道，中斷29年的柏林城市鐵路又重新在腓特烈大街站貫通，亞歷山大廣場車站經本站至動物園車站之間的列車服務再度暢行無阻。1991年8月至1992年2月之間，南北鐵路的站體也經歷了整修，儘管當局原先希望能同時進行修復作業、同時維持限度營運，但考量到施工期間的揚塵會干擾列車，因此放棄了這種方案，改而決定封閉車站和隧道，才完成車站的恢復。
1995年10月起，腓特烈大街車站的地面建築和高架站體實施了全面翻新，至1999年9月時宣告完成，德國鐵路總共為車站改造工程挹注了2億2千萬馬克的經費，車站建築的正面也鋪上了陶瓦色的硬磚，以往僅有石灰粉刷的南側外牆也在1999年透過這次彻底的改頭換面，順勢砌上了同樣的砖块，并在入口处采用玻璃檐棚。與此同時，腓特烈大街車站還增設了內附電梯的地鐵站聯絡通道，佔地約5,200平方公尺的站區內共有50座商店舖位。
原本作為跨境關口的「淚宮」則於1990年7月1日停止使用，並在1990年代內歷經一番整修，接著還列為歷史紀念地。在此之後的淚宮主要用以充當文化活動的表演場所。2011年9月，聯邦德國歷史博物館在淚宮舉辦了一場名為「邊境體驗——德國分裂期的日常景象」（GrenzErfahrungen - Alltag der deutschen Teilung）的長期展覽。展場上具體呈現了腓特烈大街車站在兩德分裂時期的通關跨境過程，展示品中甚至還包括一座在兩德統一後得以保存的檢查隔間。
腓特烈大街車站旁的紀念物除了北側的淚宮之外，還有一座稱為「駛向生、駛向死」的七人雕像陣設在站區西側的多罗特娅·施莱格尔广场上。這座紀念碑於2008年11月30日揭幕，是為了紀念「兒童撤離」計劃期間由本站出發、搭乘列車疏散的1萬名猶太兒童。雕像中的兩人象徵獲救的兒童，另外五人則代表中途喪命者。替此座雕像操刀的為以色列知名雕塑家弗兰克·迈斯勒，他本人在幼時就是透過這場行動離開德國的兒童，於1939年時從腓特烈大街站登上了前往英國的火車，因而倖存。梅斯勒的作品不僅在本站才有，英國倫敦的利物浦街車站和波蘭格但斯克的火車總站也都立著同一系列的猶太兒童撤離行動紀念雕像。

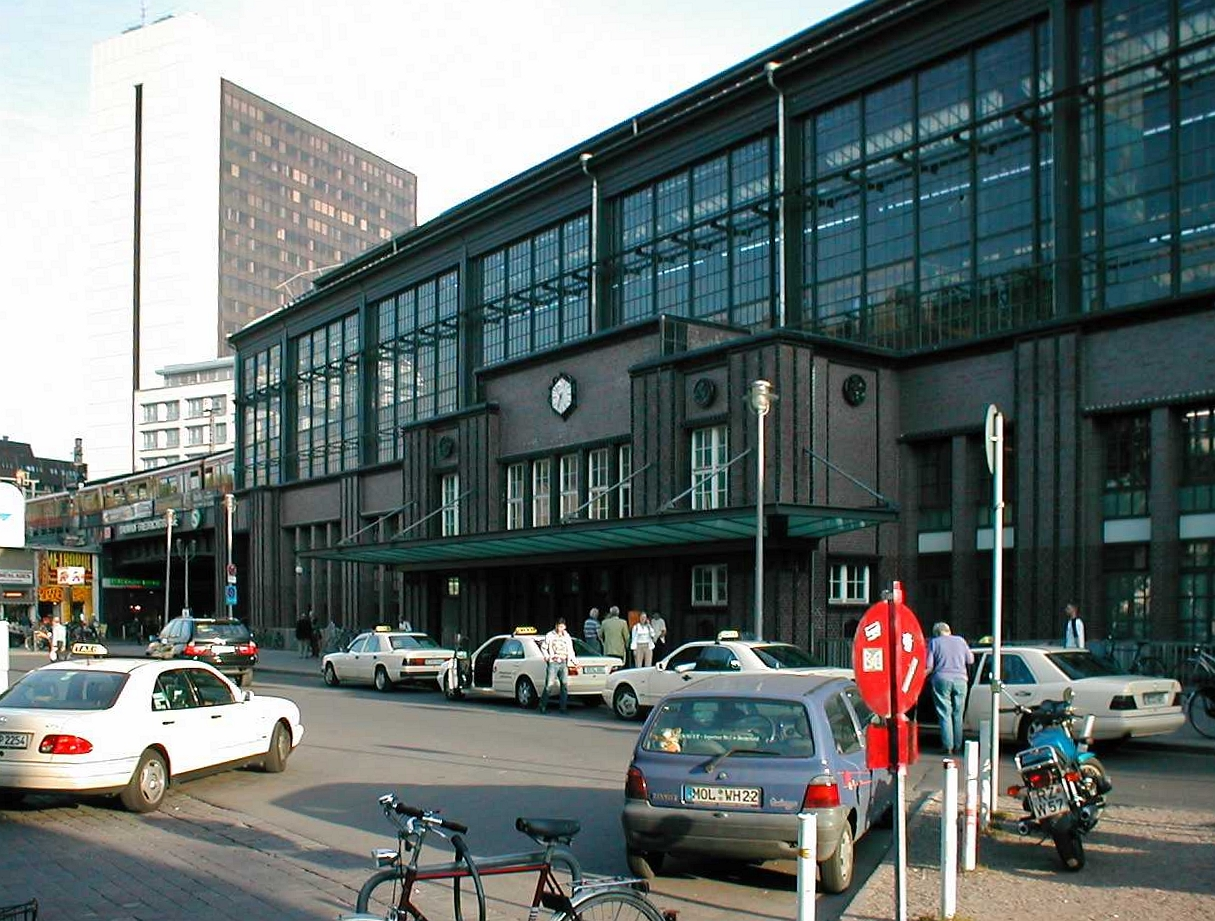
翻修後的腓特烈大街車站外牆，攝於2004年
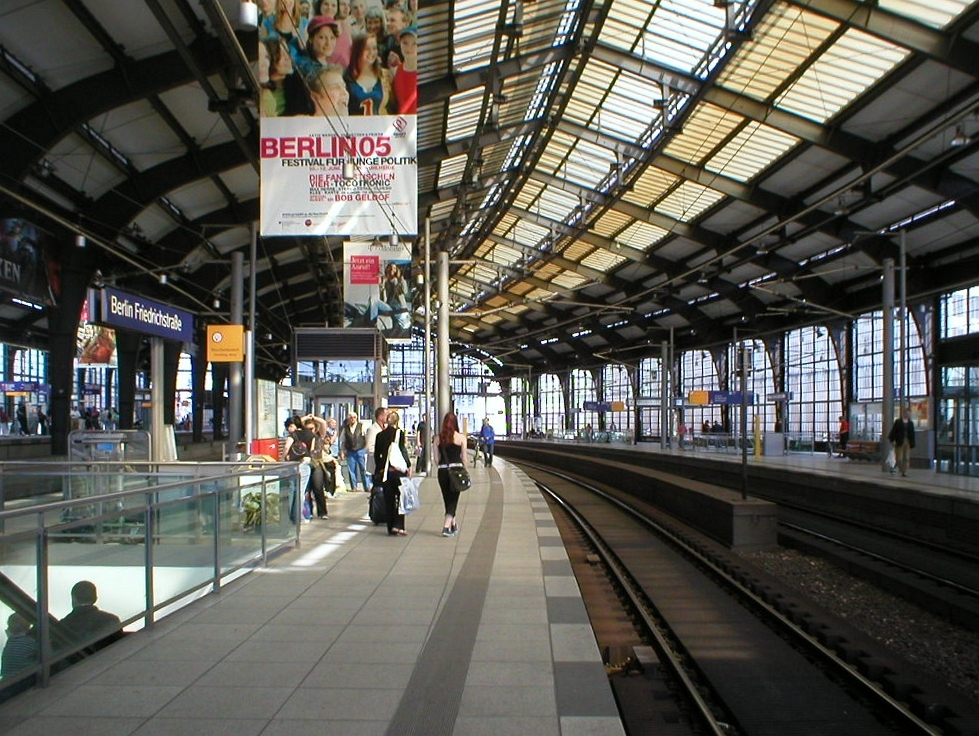
腓特烈大街車站高架月台，攝於2005年
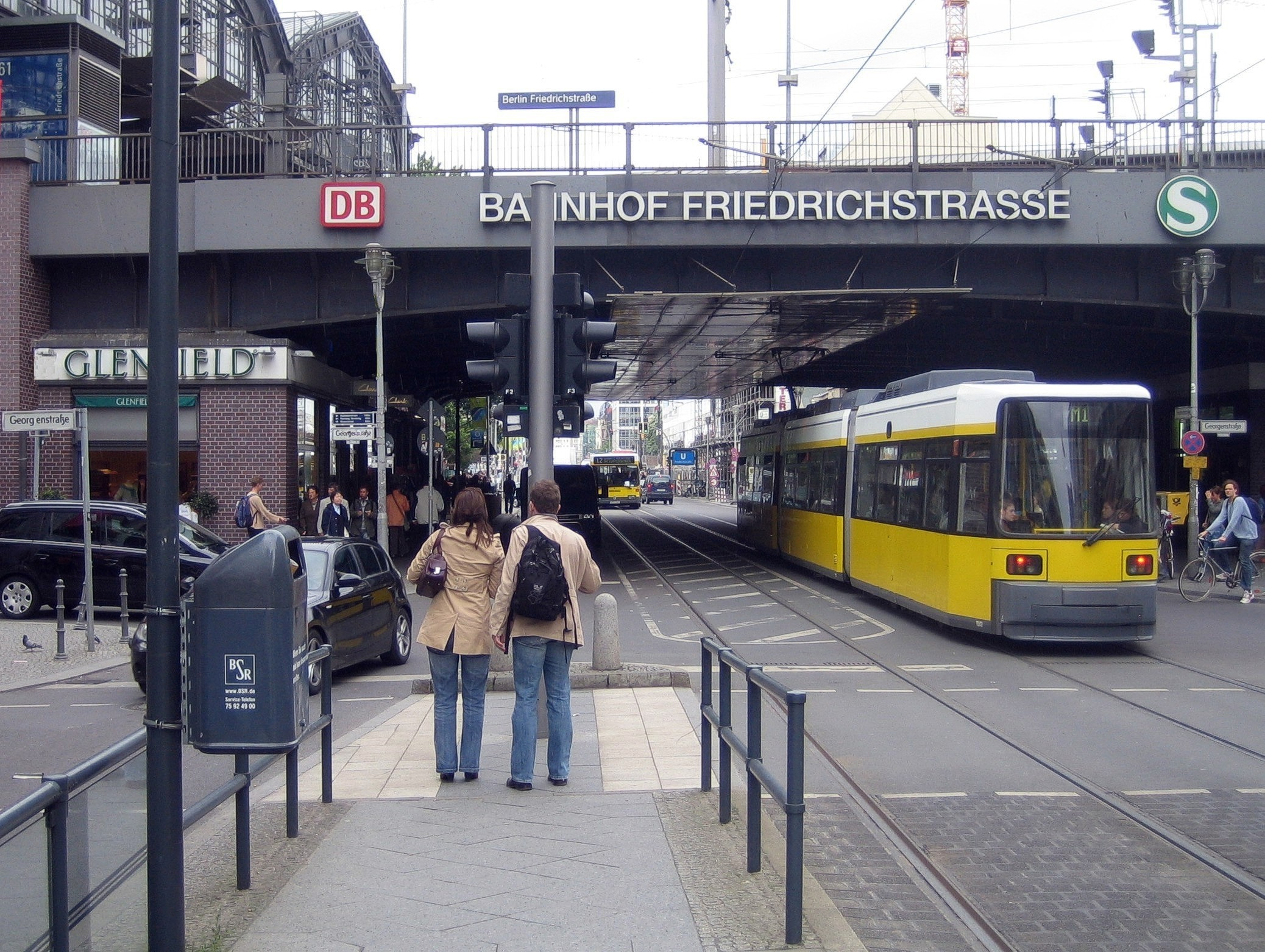
腓特烈大街車站外的柏林街車，攝於2008年
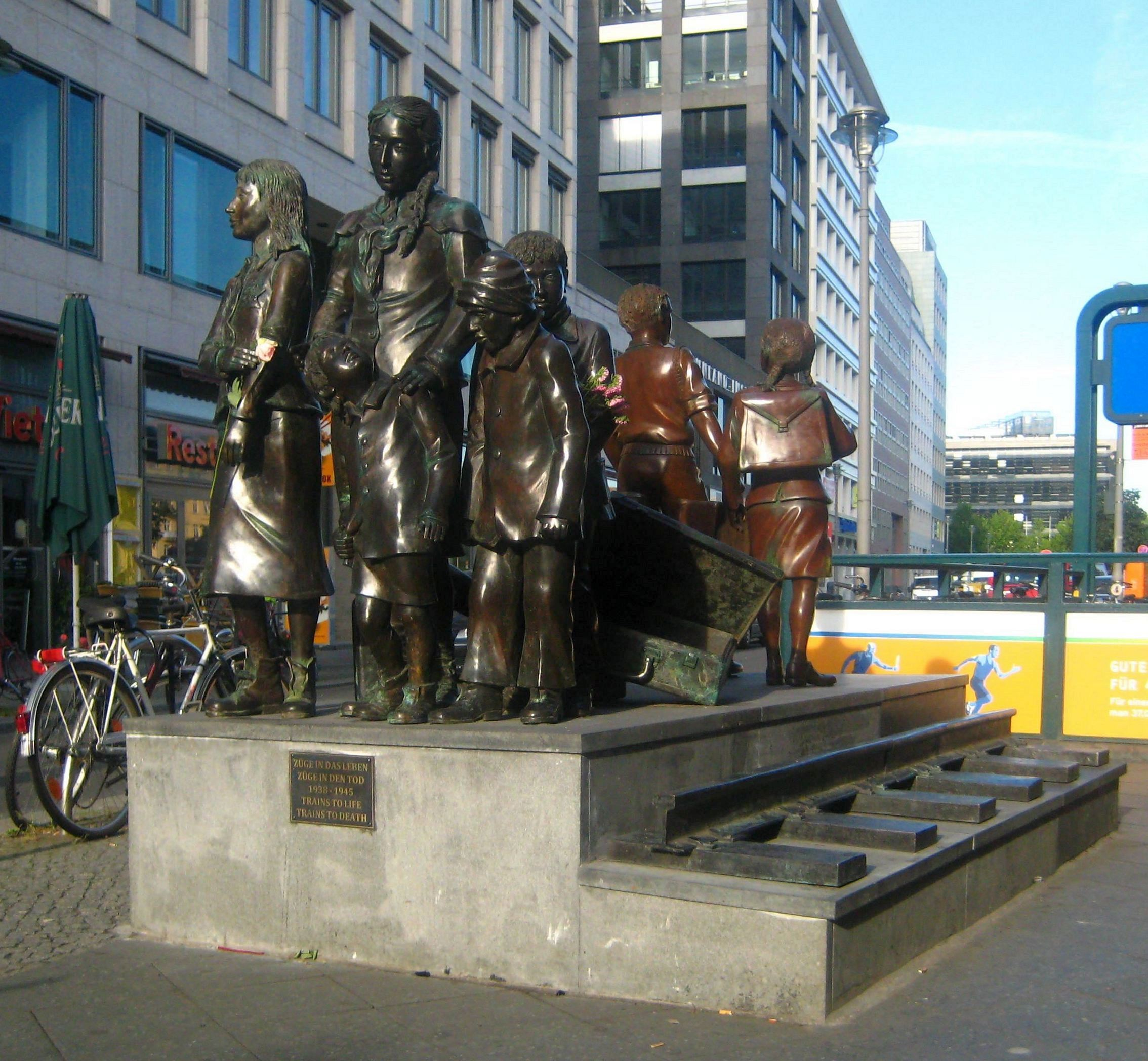
站外的「駛向生、駛向死（德语：Züge ins Leben – Züge in den Tod: 1938–1939）」紀念雕像，攝於2009年
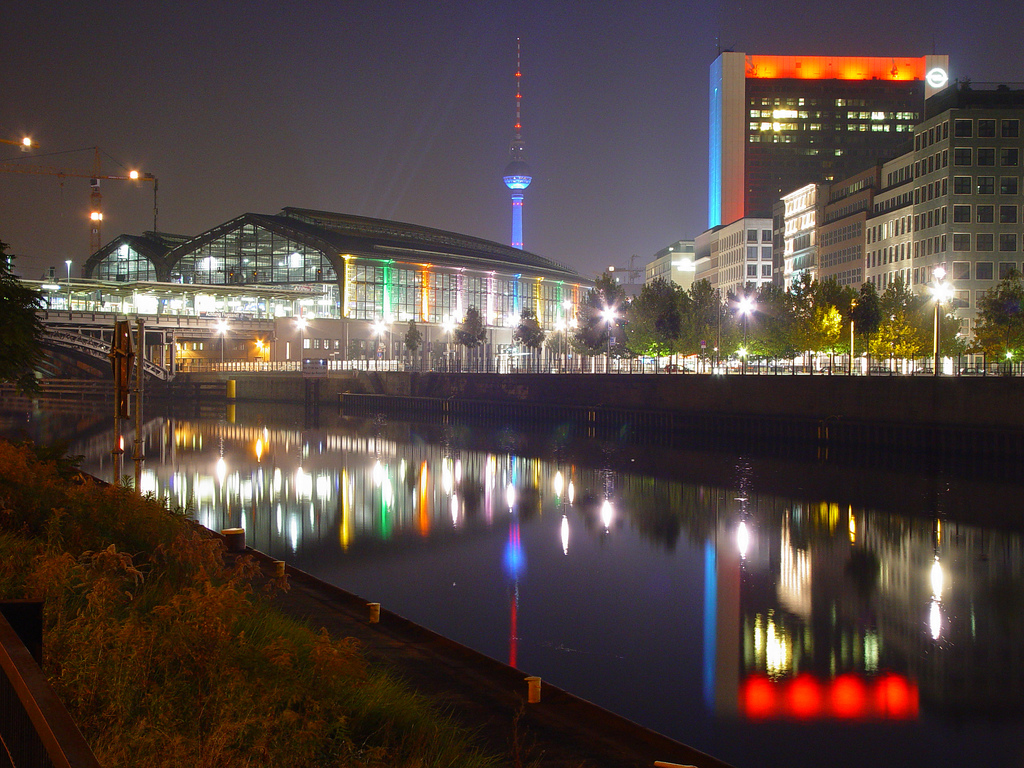
腓特烈大街車站夜景，攝於2005年
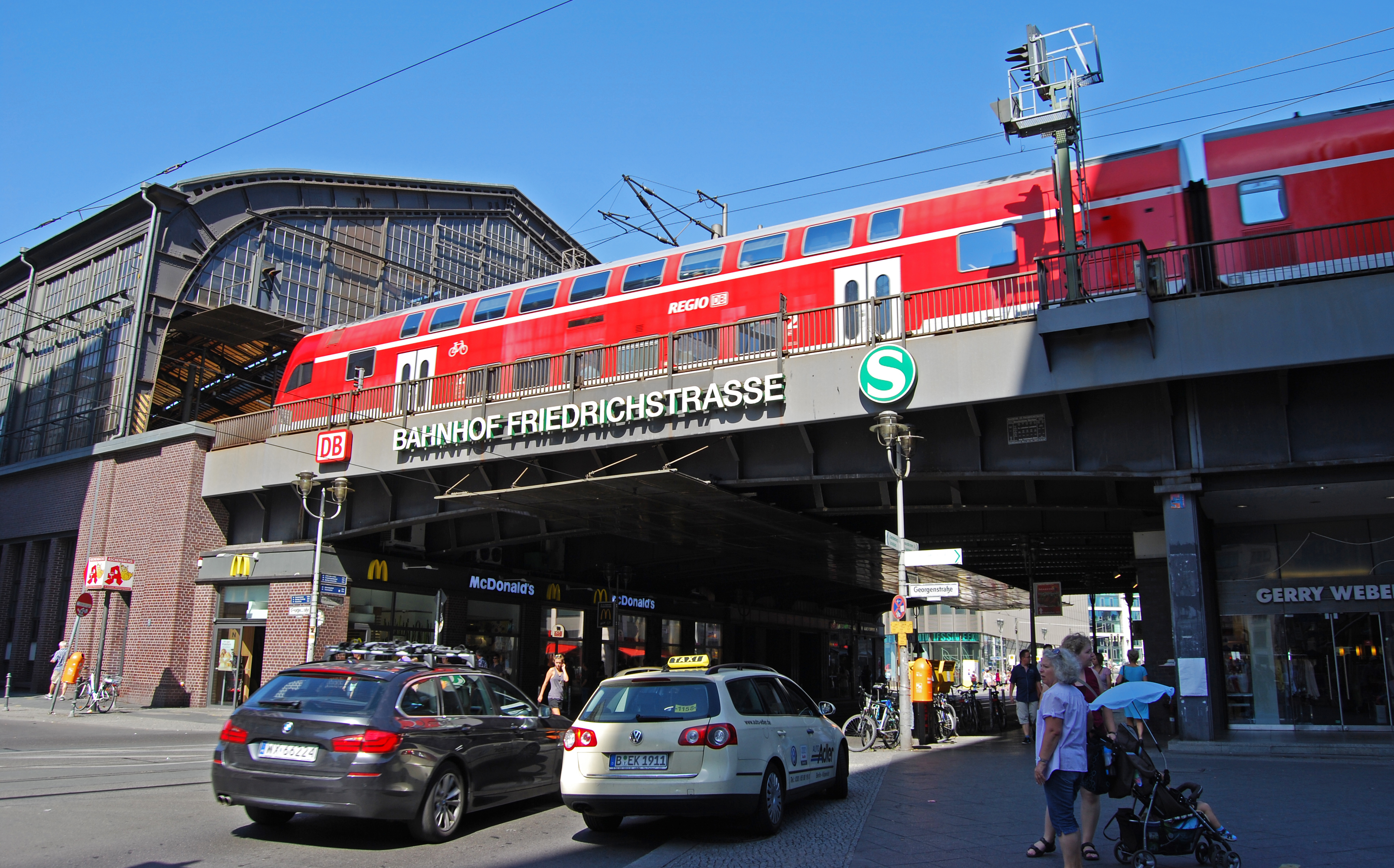
腓特烈大街車站的雙層列車，攝於2012年

## 路線列表
| 線路                           | 走向 | 停靠站台 |
| ------------------------------ | --- | -------- |
| 德國鐵路                       | |          |
| HBX                            | 哈茨山-柏林快车 柏林东 － 腓特烈大街 － 波茨坦 － 马格德堡 － 哈尔伯施塔特（解编） － 奎德林堡 － 塔勒／韦尼格罗德 － 菲嫩堡 | A/B      |
| RE 1                           | 馬格德堡 － 布蘭登堡 － 波茨坦 － 腓特烈大街 － 菲尔斯滕瓦尔德 － 奥德河畔法兰克福 （－ 科特布斯） | A/B      |
| RE 2                           | 维斯马 － 什未林 － 维滕贝格 － 腓特烈大街 － 柯尼希斯武斯特豪森 － 吕本 － 科特布斯 | A/B      |
| RE 7                           | 德紹 － 巴特貝爾齊希 － 貝利茨療養院 － 米兴多夫 － 腓特烈大街 － 舍訥費爾德機場 － 朗斯多夫 － 温斯多夫-瓦尔德施塔特 | A/B      |
| RB 14                          | 瑙恩 － 施潘道 － 腓特烈大街 － 舍訥費爾德機場 | A/B      |
| RB 21                          | 腓特烈大街 － 夏洛滕堡 － 萬湖 － 波茨坦 － 戈爾姆 － 武斯特馬克 | A/B      |
| RB 22                          | 腓特烈大街 － 夏洛滕堡 － 萬湖 － 波茨坦 － 戈爾姆 － 薩爾蒙德 － 舍訥費爾德機場 | A/B      |
| 柏林快鐵                       | |          |
|                                | 奧拉寧堡 － 萊尼茨 － 博格斯多夫 － 比肯韋德 － 上諾伊恩多夫 － 弗羅瑙 － 黑姆斯多夫 － 魏德曼斯卢斯特 － 维特瑙 － 威廉斯鲁 － 申霍爾茨 － 沃蘭克大街 － 博恩霍尔姆大街 － 格孙德布伦嫩 － 洪堡海恩 － 北站 － 奧拉寧堡街 － 腓特烈大街 － 勃蘭登堡門 － 波茨坦廣場 － 安哈特 － 約爾克街 － 尤利乌斯·莱贝尔桥 － 舍訥貝格 － 弗里德瑙 － 費爾巴哈街 － 施泰格利茨區政府 － 植物園 － 利希特費爾德西 － 孙德高街 － 采倫多夫 － 墨西哥廣場 － 施拉赫滕湖 － 尼古拉湖 － 萬湖 － 格里博尼茨湖 － 巴伯尔斯贝格 － 波茨坦 | D        |
|                                | 贝尔瑙 － 贝尔瑙-弗里登斯塔尔 － 采珀尼克 － 伦琴塔尔 － 布赫 － 卡罗 － 布兰肯堡 － 潘科-海讷斯多夫 － 潘科 － 博恩霍尔姆大街 － 格孙德布伦嫩 － 洪堡海恩 － 柏林北站 － 奥拉宁堡街 － 腓特烈大街 － 勃蘭登堡門 － 波茨坦广场 － 安哈特 － 约克大街 － 南十字 － 普里斯特路 － 阿提拉大街 － 马林费尔德 － 布科大道 － 希肖路 － 利希滕拉德 － 马洛 － 布兰肯费尔德 | D        |
|                                | 亨尼希斯多夫 － 海利根湖 － 舒尔岑多夫 － 泰格尔 － 艾希博恩堤道 － 卡尔·邦赫费尔精神科医院 － 旧赖尼肯多夫 － 舍讷霍尔茨 － 沃兰克大街 － 博恩霍尔姆大街 － 格孙德布伦嫩 － 洪堡海恩 － 柏林北站 － 奥拉宁堡街 － 腓特烈大街 － 勃蘭登堡門 － 波茨坦广场 － 安哈特 － 约克大街 － 南十字 － 普里斯特路 － 叙德恩德 － 兰克维茨 － 利希特费尔德东 － 奥斯多费尔大街 － 利希特费尔德南 － 特尔托城 | D        |
|                                | 魏德曼斯卢斯特 － 维特瑙 － 威廉斯鲁 － 舍讷霍尔茨 － 沃兰克大街 － 博恩霍尔姆大街 － 格孙德布伦嫩 － 洪堡海恩 － 柏林北站 － 奥拉宁堡街 － 腓特烈大街 － 勃蘭登堡門 － 波茨坦广场 － 安哈特 － 约克大街 － 南十字 － 普里斯特路 － 叙德恩德 － 兰克维茨 － 利希特费尔德东 － 奥斯多费尔大街 － 利希特费尔德南 － 特尔托城 | D        |
|                                | 施潘道 － 施特雷索 － 皮谢尔斯贝格 － 奥林匹克体育场 － 陆军大街 － 展览馆南 － 西十字 － 夏洛滕堡 － 萨维尼广场 － 动物园 － 蒂尔加滕 － 贝勒维宫 － 柏林总站 － 腓特烈大街 － 哈克市場 － 亚历山大广场 － 扬诺维茨桥 － 柏林东站 － 华沙大街 － 东十字 － 内尔德纳广场 － 利希滕贝格 － 腓特烈费尔德东 － 比斯多夫 － 武勒河谷 － 考尔斯多夫 － 马尔斯多夫 － 比尔肯斯泰因 － 霍珀加滕 － 诺恩哈根 － 弗雷德斯多夫 － 彼得斯哈根北 － 施特劳斯贝格 － 赫格尔米勒 － 施特劳斯贝格城 － 施特劳斯贝格北                  | C        |
|                                | 波茨坦总站 － 巴贝尔斯贝格 － 格里布尼茨湖 － 万湖 － 尼古拉斯湖 － 格鲁讷瓦尔德 － 西十字 － 夏洛滕堡 － 萨维尼广场 － 动物园 － 蒂尔加滕 － 贝勒维宫 － 火车总站 － 腓特烈大街 － 哈克市场 － 亚历山大广场 － 扬诺维茨桥 － 火车东站 － 华沙大街 － 东十字 － 内尔德纳广场 － 利希滕贝格 － 腓特烈斯费尔德东 － 施普灵湖 － 珀尔肖大街 － 马尔灿 － 拉乌尔·瓦伦贝格大街 － 梅洛大道 － 阿伦斯费尔德 | C        |
|                                | 西十字 － 夏洛滕堡 － 萨维尼广场 － 动物园 － 蒂尔加滕 － 贝勒维宫 － 柏林总站 － 腓特烈大街 － 哈克市場 － 亚历山大广场 － 扬诺维茨桥 － 柏林东站 － 华沙大街 － 东十字 － 内尔德纳广场 － 利希滕贝格 － 腓特烈费尔德东 － 施普灵湖 － 格伦塞大街 － 霍恩申豪森 － 瓦滕贝格 | C        |
| 柏林地鐵                       | |          |
| verweis=U-Bahnlinie 6 (Berlin) | 舊泰格爾 － 博西希工廠 － 霍尔茨豪森街 － 奧的斯街 － 沙恩韋伯街 － 庫爾特·舒馬赫廣場 － 非洲大街 － 雷山 － 湖畔街 － 利奧波德 － 威丁 － 赖尼肯多夫街 － 街 － 自然博物館 － 奧拉寧堡門 － 腓特烈大街 － 菩提樹下大街 － 市中心 － 科赫街 － 哈雷门 － 美林丹 － 空運廣場 － 閱兵街 － 滕珀爾霍夫機場 － 舊滕珀爾霍夫 － 奧古斯塔女皇街 － 烏爾施泰因街 － 韋斯特法爾徑 － 舊馬林多夫 |          |